# Alain Badiou

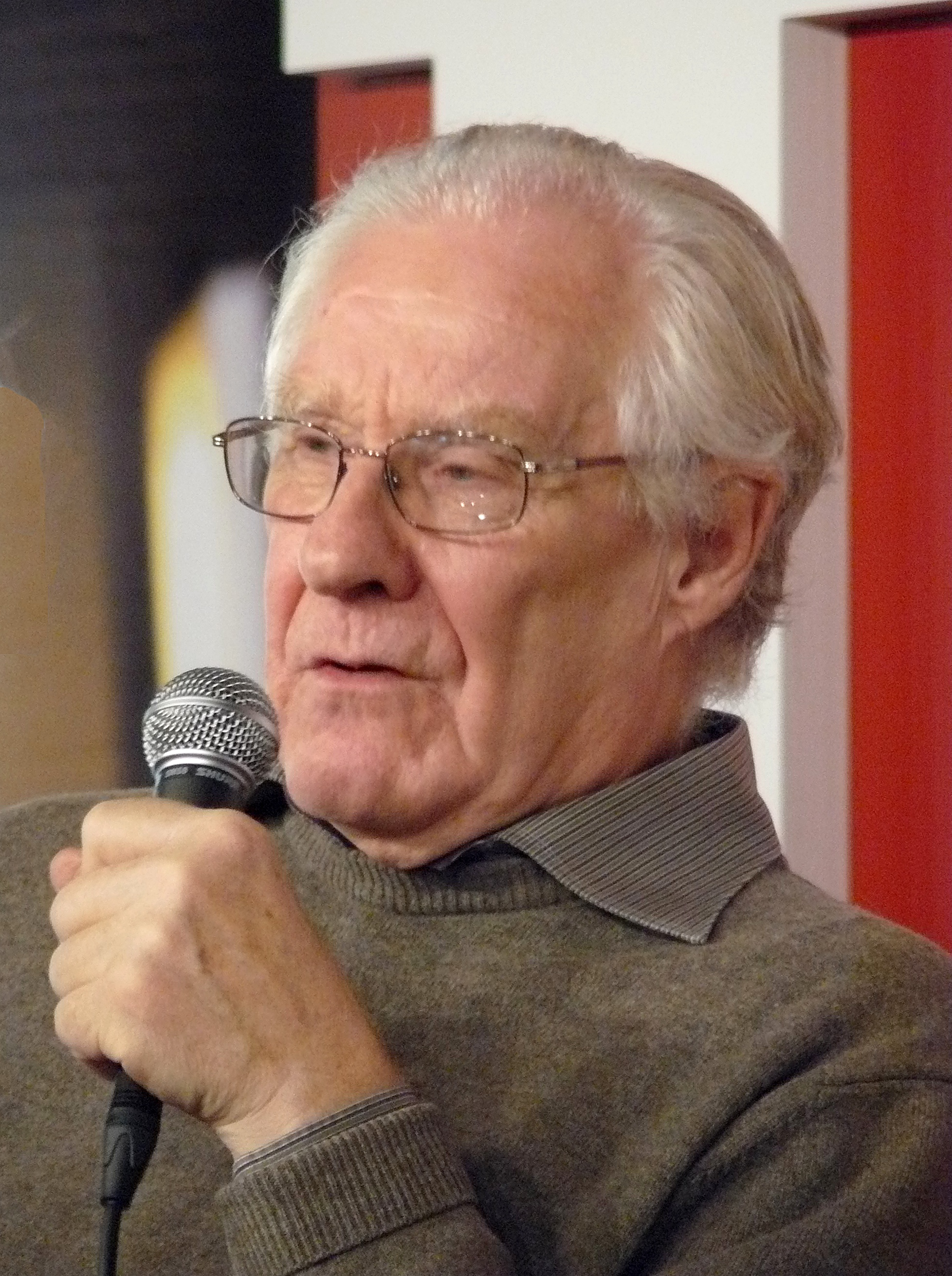
Alain Badiou

Alain Badiou (ur. 17 stycznia 1937) – francuski filozof reprezentujący nurt anty-postmodernistyczny. Badiou dąży do odnowy pojęć prawdy, bytu i podmiotowości w sposób, który nie byłby powtórzeniem filozofii nowoczesnej ani postmodernistycznej. Politycznie Badiou wiąże się z lewicą i jej maoistowską spuścizną.

## Podstawowe pojęcia

### Prawda
Filozofia jest zawieszona na czterech warunkach (sztuka, miłość, polityka i nauka), z których każdy rozwija swoje zasady w swoisty sposób zwany przez Badiou „procesem prawdy”. Niemniej prawda jako taka, w rozumieniu Badiou, jest pojęciem specyficznie filozoficznym, które umożliwia dyskurs łączący te osobne „procesy prawdy”. Badiou usiłuje ustalić w nowy sposób niezmienność prawdy w obliczu wielorakości jej przejawów i „procesów”. W tym celu posługuje się nowoczesną matematyką i teorią zbiorów w szczególności.

### Wydarzenie
Zasada wydarzenia to element, gdzie Badiou odbiega daleko od większości filozofii końca 20. stulecia. Pokrótce, wydarzenie reprezentuje to, co jest poza ontologią i przez to nie daje możliwości bycia obiektywnie rozpoznanym. Kwestią do rozstrzygnięcia jest, jaki użytek może być zrobiony z czegoś, co nie bywa rozpoznane. Badiou uważa ten problem za podstawowy, bowiem jeśli korzystać jedynie z tego, co jest rozpoznawalne i nazywalne, idzie się w kierunku albo subiektywistycznej degeneracji i usunięcia podmiotu z ontologii, albo ku rozwiązaniu Leibniza (Pangloss), gdzie Bóg jest językiem kompletnym.
Zadaniem jednostki jest zdecydować się na pewne nierozpoznawalne wydarzenie i uczynić je znaczącym, dać mu nazwę. Jednostka czyni to będąc w ontologicznie określonej sytuacji i w konfrontacji z wydarzeniem. Zadaniem i etycznym obowiązkiem jednostki jest wierność tej konfrontacji z wydarzeniem.

### Jedność nie istnieje
Badiou wyprowadza niemożliwość jedności bytu z matematycznej teorii zbiorów, która udowadnia nieistnienie super-zbioru, czyli zbioru wszystkich zbiorów.

### Etyka
Podstawowe zasady myśli Badiou są wyłożone w bardzo przystępnej formie w niedużej pracy „Etyka”. Autor wyjaśnia tam między innymi, że główną zasadą etyczną jest wierność „procesowi prawdy”, który rozwija się wskutek „wydarzenia” stwarzającego wyłom w tkaninie bytu. Tutaj myśl Badiou idzie torem paralelnym do Lacana, egzegety Freuda, który nalegał, aby „nie rezygnować ze swojego pragnienia”.